# Daniel Pollock
Daniel Pollock (1969–1992) – australijski aktor. 

## Życiorys
Wystąpił m.in. w Nirvana Street Murder (1990), Śmierć w Brunswick (ang. Death in Brunswick, 1991) oraz Dowód (ang. Proof, 1991). Jego ostatnim filmem był Romper Stomper, dzięki któremu związał się z Jacqueline McKenzie. Popełnił samobójstwo, rzucając się pod pociąg w Sydney, zanim odbyła się premiera filmu.
Był uzależniony od heroiny.
Russell Crowe, który także grał w Romper Stomper, napisał o śmierci Pollocka piosenkę "The Night That Davey Hit the Train".